# Reino Tulúnida
O Reino Tulúnida foi o Estado independente de facto surgido em 868 quando Amade ibne Tulune (r. 868–884), o governador do Egito, decidiu agir independentemente do governo central do Califado Abássida (750–1258) em Bagdá. Seu nome se refere à dinastia turca iniciada por Amade. Entre 868 e 872, Amade agiu como governador e estabeleceu sólida base militar e financeira na província com a qual se expandiu em direção a Síria e tomou os tesouros egípcio e sírio. Em 877, pela falta de pagamento dos tributos de Bagdá, foi atacado por tropas califais, as quais derrotou e tomou definitivamente a Síria.
Sob Amade, as províncias se desenvolveram comercial, industrial e agriculturalmente e tradições artísticas abássidas de Bagdá e Samarra foram levadas ao Islã Ocidental. Grande programa de obras públicas foi iniciado e nele a capital tulúnida de Alcatai e a grande Mesquita de ibne Tulune [en] (que teve como modelo a Grande Mesquita de Samarra do califa Mutavaquil) foram erigidas. Sob Cumarauai (r. 884–896), filho de Amade, a estabilidade financeira e militar do Estado ruiu e entrou em rápido declínio sob Jaixe (r. 896), Harune (r. 896–904) e Xaibã ibne Amade (r. 904–905). Com a reconquista califal em 905, a arte se egípcia degradou até se recompor com a conquista pelo Califado Fatímida (909–1171) em 969.